# 薗田淳
薗田 淳（そのだ じゅん、1989年1月23日 - ）は、日本の元サッカー選手。ポジションはディフェンダー。

## 人物・来歴
静岡県静岡市出身。小学校1年生次から、地元の麻機（あさはた）サッカースポーツ少年団でサッカーを始める。
常葉橘高校では主将を務め、国体選抜やU-17日本代表に選出された経歴を持つ。同級生は久野純弥など。高校卒業後、2007年に川崎フロンターレに入団した。
2007年5月23日、AFCチャンピオンズリーググループリーグ第6節、対バンコク・ユニバーシティFC戦で途中出場し公式戦デビュー。
AFC U-19選手権2008に出場するU-19日本代表に選出される。
2012年、FC町田ゼルビアへ期限付き移籍。
2014年、コンサドーレ札幌に完全移籍 したが、負傷離脱する時期が非常に長く、2年間でわずか8試合の出場に留まり、2015シーズンをもってコンサドーレ札幌から契約満了となった。
2015年12月25日、ロアッソ熊本へ完全移籍。熊本地震後のホームゲーム再開の試合にてJリーグ初ゴールを決めたがその直後に退場処分となっている。シーズン終盤には主力に定着した。
2017年7月、藤枝MYFCへ期限付き移籍。
同年12月6日、契約期間の満了が発表を受けた 後、Jリーグ合同トライアウトに出場した。
2018年、ブラウブリッツ秋田に完全移籍。同年11月30日、2018シーズンをもって現役を引退することが発表された。

## エピソード
- 2007年の川崎のファン感謝祭ではムーディ勝山に扮し、「右から来たタニを左へ受け流すの歌」を披露した。
- 地元の清水エスパルスジュニアユースのセレクションを受けたが、不合格となり常葉橘中に入学した。その後、進学した常葉橘高では、U-17日本代表などに選ばれるほどに成長した。薗田がオファーを受けたチームには、子供の頃からの憧れだった清水エスパルスもあったが高校の時から「打倒エスパルス」という気持ちがあったために川崎フロンターレに入団した。薗田の初お披露目は、2006年11月23日の清水エスパルス戦だった。

## 所属クラブ
- 麻機サッカースポーツ少年団（静岡市立麻機小学校）
- 2001年 - 2003年 常葉学園橘中学校
- 2004年 - 2006年 常葉学園橘高等学校
- 2007年 - 2013年 川崎フロンターレ
  - 2012年 FC町田ゼルビア (期限付き移籍)
- 2014年 - 2015年 コンサドーレ札幌
- 2016年 - 2017年 ロアッソ熊本
  - 2017年7月 - 12月 藤枝MYFC (期限付き移籍)
- 2018年 ブラウブリッツ秋田

## 個人成績
| 国内大会個人成績 | 国内大会個人成績 | 国内大会個人成績 | 国内大会個人成績 | 国内大会個人成績 | 国内大会個人成績 | 国内大会個人成績 | 国内大会個人成績 | 国内大会個人成績 | 国内大会個人成績 | 国内大会個人成績 | 国内大会個人成績 |
| 年度             | クラブ           | 背番号           | リーグ           | リーグ戦         | リーグ戦         | リーグ杯         | リーグ杯         | オープン杯       | オープン杯       | 期間通算         | 期間通算         |
| 年度             | クラブ           | 背番号           | リーグ           | 出場             | 得点             | 出場             | 得点             | 出場             | 得点             | 出場             | 得点             |
| 日本             | 日本             | 日本             | 日本             | リーグ戦         | リーグ戦         | リーグ杯         | リーグ杯         | 天皇杯           | 天皇杯           | 期間通算         | 期間通算         |
| ---------------- | ---------------- | ---------------- | ---------------- | ---------------- | ---------------- | ---------------- | ---------------- | ---------------- | ---------------- | ---------------- | ---------------- |
| 2007             | 川崎             | 33               | J1               | 0                | 0                | 0                | 0                | 0                | 0                | 0                | 0                |
| 2008             | 川崎             | 33               | J1               | 0                | 0                | 0                | 0                | 0                | 0                | 0                | 0                |
| 2009             | 川崎             | 5                | J1               | 3                | 0                | 0                | 0                | 1                | 0                | 4                | 0                |
| 2010             | 川崎             | 5                | J1               | 3                | 0                | 0                | 0                | 1                | 0                | 4                | 0                |
| 2011             | 川崎             | 5                | J1               | 2                | 0                | 1                | 0                | 0                | 0                | 3                | 0                |
| 2012             | 町田             | 14               | J2               | 21               | 0                | -                | -                | 2                | 0                | 23               | 0                |
| 2013             | 川崎             | 32               | J1               | 0                | 0                | 0                | 0                | 0                | 0                | 0                | 0                |
| 2014             | 札幌             | 5                | J2               | 8                | 0                | -                | -                | 2                | 1                | 10               | 1                |
| 2015             | 札幌             | 33               | J2               | 0                | 0                | -                | -                | 0                | 0                | 0                | 0                |
| 2016             | 熊本             | 33               | J2               | 14               | 1                | -                | -                | 1                | 0                | 15               | 1                |
| 2017             | 熊本             | 33               | J2               | 0                | 0                | -                | -                | 0                | 0                | 0                | 0                |
| 2017             | 藤枝             | 33               | J3               | 4                | 0                | -                | -                | -                | -                | 4                | 0                |
| 2018             | 秋田             | 22               | J3               | 1                | 0                | -                | -                | 0                | 0                | 1                | 0                |
| 通算             | 日本             | 日本             | J1               | 8                | 0                | 1                | 0                | 2                | 0                | 11               | 0                |
| 通算             | 日本             | 日本             | J2               | 43               | 1                | -                | -                | 5                | 1                | 48               | 2                |
| 通算             | 日本             | 日本             | J3               | 5                | 0                | -                | -                | 0                | 0                | 5                | 0                |
| 総通算           | 総通算           | 総通算           | 総通算           | 56               | 1                | 1                | 0                | 7                | 1                | 64               | 2                |

| 国際大会個人成績 | 国際大会個人成績 | 国際大会個人成績 | 国際大会個人成績 | 国際大会個人成績 |
| 年度             | クラブ           | 背番号           | 出場             | 得点             |
| AFC              | AFC              | AFC              | ACL              | ACL              |
| ---------------- | ---------------- | ---------------- | ---------------- | ---------------- |
| 2007             | 川崎             | 8                | 1                | 0                |
| 2009             | 川崎             | 5                | 0                | 0                |
| 2010             | 川崎             | 5                | 0                | 0                |
| 通算             | AFC              | AFC              | 1                | 0                |

- Jリーグ初出場 - 2009年9月19日 J1第26節 浦和レッドダイヤモンズ戦（等々力陸上競技場）
- Jリーグ初ゴール - 2016年7月3日 J2第21節 セレッソ大阪戦（うまかな・よかなスタジアム）

## 代表歴
- U-19日本代表（AFC U-19選手権2008）
- U-21日本代表（2010年アジア競技大会）
- U-23日本代表（ロンドン五輪アジア予選）